# Гарет (Тексас)
Гарет (енгл. Garrett) град је у америчкој савезној држави Тексас. По попису становништва из 2010. у њему је живело 806 становника.

## Демографија
Према попису становништва из 2010. у граду је живело 806 становника, што је 358 (79,9%) становника више него 2000. године.
| Група             | 2000.       | 2010.       |
| Белци             | 278 (62,1%) | 322 (40,0%) |
| Афроамериканци    | 3 (0,7%)    | 17 (2,1%)   |
| Азијати           | 0 (0,0%)    | 1 (0,1%)    |
| Хиспаноамериканци | 158 (35,3%) | 462 (57,3%) |
| Укупно            | 448         | 806         |